# Arcésios
Arcésios, Arkésios ou Arceisius (en grec ancien : Ἀρκείσιος ou Ἀρκέσιος) est un personnage de la mythologie grecque, roi des îles de Céphalie et d'Ithaque.

## Famille
Selon la version classique du mythe, il serait le fils de Zeus et d'Euryodeia. Selon une autre version , il serait le fils du héros attique Céphale et de Procris ou d'une ourse transformée en femme (voir Céphale et Procris). 
Roi d'Ithaque, il est l'époux de Chalcoméduse, le père de Laërte
et le grand-père d'Ulysse.